# Bomba criptológica
A bomba, ou bomba kryptologiczna (em polonês significa "bomba" ou "bomba criptológica"), era uma máquina de propósito especial projetada por volta de outubro de 1938 pelo criptologista Marian Rejewski, do Departamento de Cifras da Polônia, para quebrar os códigos da máquina Enigma alemã.

## Histórico
A Polônia, com fronteira com a Alemanha, tinha posição crucial em momentos de guerra (Polish corridor). Assim, se sabia que a Alemanha planejaria invadir o país em um momento de conflito. Em 1933, um grupo de militares da inteligência polonesa foi recrutado à Ponzan para tentar decifrar códigos alemães. Com muita pesquisa, eles perceberam que necessitavam de uma abordagem automatizada. A máquina enigma tinha rotações que criavam suas combinações (ordem, quais rotores instalar, qual ajuste para cada rotor, qual a inicial de cada rotor, ajustes do plugboard stecker). A cada dia, uma nova chave era criada pelos alemães, e para maior segurança, havia chaves individuais para cada mensagem, fazendo os códigos da enigma quase impossíveis de serem quebrados. Porém, um deslize alemão fez com que as variáveis da equação polonesa fossem reduzidas. Um trio de letras era selecionado no início de cada mensagem. Essa repetição de caracteres levou os poloneses à descoberta de um padrão que alteraria de 150 milhões para 17 mil possibilidades.

### Documentos
Hans Tilo Schmidt, um antigo oficial de guerra alemão, estava procurando por um emprego após a primeira guerra mundial. Ele foi chamado pelo partido Nazista para trabalhar no escritório de criptografia, onde ele tinha acesso a manuais e documentos secretos da parte alemã. O homem vê isso como uma oportunidade de negócios e leva os documentos de instruções e definições da máquina enigma até os franceses. Os franceses já tinham um processo para lidar com essas situações, então um de seus espiões, Rudolph Lemmon, se encontra com Schmidt em uma locação secreta. Ele tira fotos e remove os códigos dos documentos que o homem pegou do cofre alemão, pois assim não conseguiriam rastrear-lo de volta a ele se a foto vazasse. Se isso ocorresse, Schmidt seria seriamente punido pela regra de traição militar, estabelecida em 1914. As fotos eram de como operar a máquina, e não de seu funcionamento interno.

### Figuras Importantes
Marion Ryevsky conseguiu expressar, através de equações matemáticas, uma maneira de tentar resolver o problema. Como ele estudou em uma escola alemã sua vida toda, ele aplicou uma linha de raciocínio que teria se fosse alemão. Com as letras posicionadas em ordem alfabética, por acaso, ele conseguiu eliminar o variável que faltava em suas equações. Isso fez com que os poloneses conseguissem construir simulações de máquinas enigma. O criptografista Marion Ryevsky é visto como um herói polonês. Yoji Rizhitsky e Henrik Zukowski foram outros poloneses que ajudaram na quebra do código. Eles tinham uma técnica inovadora onde as primeiras duas letras da sequência eliminariam muitas combinações possíveis, um simulador de ciclómetro chamado de bomba polonesa.  Sabendo que as 3 primeiras letras da mensagem seriam as mesmas que as seguintes 3, o polonês conseguiu entender o sistema inteiro da máquina e reconstruí-la. Porém, havia as chaves diárias que dificultavam o trabalho. Até novembro de 1938, essas levavam 2 horas para serem decifradas.

## Funcionamento
A bomba polonesa era um dispositivo que automatizou o processo de decifrar o código alemão. Até 1938, folhas com perfurações eram empilhadas, e a máquina fazia com que a luz só passasse por alguns orifícios, para saber qual letra foi utilizada na mensagem. Com o melhor desenvolvimento da máquina, a bomba tinha rotações para realizar suas combinações (ordem do rotor, quais rotores instalar, qual configuração de anel para cada rotor, qual configuração inicial para cada rotor e as configurações do plugboard Stecker). Para traduzir uma parte da mensagem, usavam a seleção de triagonumo. A Bomba é baseada no princípio de que a chave de mensagem aleatória de 3 letras é enviada duas vezes no início de cada mensagem e que, ocasionalmente, uma letra de texto simples em particular produz a mesma letra de texto cifrado três posições adiante, e foi assim que souberam como quebrar o código dos alemães.

## Governo
Os poloneses mantiveram suas descobertas e invenção em segredo até julho de 1939. Porém, havia ameaças de ataques alemães nas mensagens, e, devido a isso, decidiram compartilhar o que tinham com os franceses e os britânicos. Os franceses queriam que os britânicos operassem mais de perto, portanto uma combinação foi feita entre todos os países em que quaisquer descobertas seriam compartilhadas. Além disso, na França, Bertrand estabeleceu uma organização para mais pesquisas serem efetuadas. Na Inglaterra, também seguiram com pesquisas, usando a informação dos poloneses. Os três países tinham codinomes por questões de segurança: “aliança XYZ”, era como chamavam sua operação.

## Resultado
Após a aliança entre os franceses, ingleses, e poloneses, (Aliança XYZ), a tecnologia de enigma partiu para um nível superior. Com mais engenheiros, dinheiro, conhecimento e equipamentos necessários para fazer a criação e expansão da tecnologia. A bomba polonesa foi indiretamente de extrema importância para a Aliança XYZ e os Aliados da Segunda Guerra Mundial. Após a conferência e declaração da Aliança XYZ, foi possível rastrear as mensagens do exército alemão, e decifrar seus códigos. Usando os seus sinais e a capacidade da máquina de decifrar os códigos como base, os exércitos dos Aliados conseguiram prevenir ataques, virar a guerra, e enfim ganhar-lá.

### Segunda Guerra Mundial
A Segunda Guerra Mundial, entre as Potências do Eixo (Alemanha, Itália, Japão) e as Potências Aliadas (Grã-Bretanha, Estados Unidos, União Soviética, França), foi a guerra mais mortal do mundo. Teve início em 1939, com a invasão Alemã na Polônia, planejada antecipadamente por Adolf Hitler. Os britânicos e franceses tinham uma aliança com os poloneses, e então entraram na guerra. Encerrando-se em 1945, quando os Aliados levaram a vitória da guerra, tendo como ponto de virada o Dia D em Junho de 1944. A maior parte da guerra foi ocorrida na Europa, Leste da Ásia, e ilhas no Pacífico. A Segunda Guerra Mundial também é conhecida por seus grandes eventos históricos como o Holocausto, o bombardeio de Pearl Harbour, e as bombas nucleares soltadas no Japão (Hiroshima e Nagasaki) pelo governo estadunidense.

### Dia D
O Dia D foi uma data marcante na Segunda Guerra Mundial, resultando na conquista da Normandia, no norte da França. Tropas do Reino Unido, Estados Unidos, Canadá e França atacaram as forças alemãs no dia 6 de junho de 1944. Foi a maior operação militar já realizada, e o marco que iniciou a campanha de libertar territórios no noroeste da Europa, que estava ocupado pelos nazistas. Foram quase 7 mil embarcações, 156 mil soldados, e 10 mil veículos utilizados para a conquista do território francês. Este ataque se tornou possível pelo trabalho dos decifradores de código do Bletchley Park. O trabalho secreto e efetivo junto com a tecnologia disponível na época ajudou a orientar as tropas dos Aliados para planejar efetivamente o Dia D. Com ajuda da máquina de enigma utilizada, foi possível efetuar o ataque e então virar a guerra.

## Reconstrução
Na sequência da reconstrução de Turing-Welchman Bombe, uma reconstrução da Bomba polonesa ocorreu em 2019. Utilizando sua experiência em TI, Jeremy McCarthy, um voluntário no Museu Nacional de Computação em Bletchley Park e também no Instituto Pilsudski (Instytut Józefa Piłsudski) em Hammersmith, West London, recriou uma réplica polonesa da Bomba em uma mistura de hardware e software: uma versão da Bomba que podia ser tocada e usada para determinar as configurações do Enigma.